# زقزاق جاوي
زقزاق جاوي (الاسم العلمي: Charadrius javanicus) هو نوع من الطيور يتبع جنس الزقزاق من فصيلة الزقزاقية.